# Microlandreva notabilis
Microlandreva notabilis is een rechtvleugelig insect uit de familie krekels (Gryllidae). De wetenschappelijke naam van deze soort is voor het eerst geldig gepubliceerd in 1958 door Lucien Chopard.